# Okatjoruu
Okatjoruu, ehemals Otjituuo, ist eine Siedlung im Wahlkreis Okakarara in der Region Otjozondjupa im zentralen Norden Namibias. Die Siedlung liegt etwa 65 Kilometer östlich von Grootfontein an der Kreuzung der Hauptstraßen C42 und C47.